# 2020년 하계 올림픽 세인트키츠 네비스 선수단
2020년 하계 올림픽 세인트키츠 네비스 선수단은 2021년 일본 도쿄에서 열린 2020년 하계 올림픽에 참가한 올림픽 세인트키츠 네비스 선수단이다. 원래 2020년 7월 24일부터 8월 9일까지 열릴 예정이었던 이 행사는 코로나19 범유행으로 인해 2021년 7월 23일부터 8월 8일로 연기되었다. 이번 하계 올림픽은 1996년 데뷔 이후 국내 7번째 하계 올림픽 출전이었다. 대표단은 운동 경기에 참가하는 두 명의 선수로 구성되었다. 제이슨 로저스와 아미아 클라크. 성평등을 장려하기 위한 노력의 일환으로 처음으로 올림픽에는 남성 1명, 여성 1명으로 구성된 기수 2명이 출전하는 것이 허용되었다. 개막식에서는 세인트키츠와 네비스의 두 선수 모두 국기를 들고 있었다. 세인트키츠네비스는 도쿄올림픽에서 메달을 획득하지 못했다. 로저스는 남자 100m 1라운드에서 3위를 차지했으나 준결승에 진출해 탈락했다. 클라크는 또한 여자 100m 예선 라운드에서 3위를 차지했고 1라운드에 진출하여 7위를 기록하며 탈락했다.

## 같이 보기
- 올림픽 세인트키츠 네비스 선수단